# Euxoa intermontana
Euxoa intermontana là một loài bướm đêm trong họ Noctuidae.